# Якби ви знали, паничі…
«Якби ви знали, паничі…» — вірш Тараса Шевченка, написаний ним 1850 року в Оренбурзі.

## Написання
Зберігся чистовий автограф вірша у «Малій книжці». Автограф не датований. Вірш датується дослідниками за місцем автографа у «Малій книжці» серед творів 1850 року (під № 6 у другому зшитку за 1850 рік) та за часом перебування Шевченка в Оренбурзі взимку — навесні 1850-го, орієнтовно: січень — квітень 1850 року, та місцем написання — Оренбург.
Найраніший відомий текст — автограф у «Малій книжці», до якої вірш переписано з невідомого чорнового автографа в Оренбурзі на початку 1850 року, не пізніше 23 квітня 1850-го — дня арешту поета. Згодом, найімовірніше 1857 року, наприкінці перебування в Новопетровському укріпленні, поет вніс виправлення олівцем у рядок 51. До «Більшої книжки» твір не переписано.

## Публікація
Вперше вірш надруковано у виданнях: «Кобзар з додатком споминок про Шевченка Костомарова і Микешина» 1876 року (Прага, стор. 152 — 155) та в журналі «Правда» 1876 року (Львів, № 4, стор. 175 — 177) за «Малою книжкою». У першодруці — празькому «Кобзарі» — є помилкове прочитання у рядку 27 («Там батько, плачучи за дітьми»). Публікація журналу «Правда» має кон'єктуру у третьому рядку («То ви б ідилій не творили») та різночитання у рядку 15 («Тої хатиночки у гаї»). Редакторська кон'єктура у третьому рядку спричинена, ймовірно, міркуванням, що поет помилково вжив слово «елегія» замість «ідилія», маючи на увазі ідилічне змалювання сільського життя. Однак можливе й інше розуміння: елегія — синонім солодкаво-сентиментальної поезії.

## Сюжет
Вірш спрямовано проти тих дворян і письменників, які змальовували українське село за кріпацтва фальшиво, рожевими фарбами, зображували життя селян-кріпаків тихою ідилією, земним раєм. На прикладі власного життя та життя своїх близьких поет рішуче спростовував вигадки цих письменників («паничів»): «В тім гаю, // У тій хатині, у раю, // Я бачив пекло... Там неволя, // Робота тяжкая, ніколи // І помолитись не дають». Тема викриття фальшивого раю наскрізна у творчості Шевченка. Друга половина вірша — це іронічне, що місцями переходить у сарказм, звернення до бога Поет створив гротесковий образ «панського» бога, спільника й однодумця кріпосників, що сміється «на набеси» з народу і радиться з панами, «як править миром». Тут, як і в інших творах Шевченка, антиклерикальна тема поєднується з темою соціально викривальною. У вірші виразно виявляється активна позиція автора, який відстоював правду життя, реалізм.